# Уралан (стадион)
«Уралан» — футбольный стадион в Элисте. В данный момент ликвидирован. Являлся домашним стадионом футбольного клуба «Уралан». 

## История
Строительство стадиона началось в 60-х годах и до 1998 года имел название «Спартак». 

"Все было построено в сжатые сроки и все в нем было деревянным. Стадион тогда хорошо посещался: люди массово ходили на футбол и с вместимостью 5-6 тысяч мест была полная посадка"— Виктор Асархинов
В 2019 году руководство стадиона приняло решение о капитальном ремонте и расширении стадиона, в 2023 году была проведена экспертиза, которая признала стадион аварийным. Степень повреждения превышала 50%.
На 2025 год стадион снесён из-за аварийного состояния и отсутствия использования. На его месте планируют строительство нового стадиона.

## Характеристики стадиона
Его вместимость составляла 10 300 мест, но вместимость по проекту — 15 200 мест. Игровое поле было оборудовано поливом и подогревом, освещение — 1 200 люкс, что соответствует стандартам УЕФА. 